# Лютеранська кірха (Бердянськ)
Лютеранська кірха (Кірха Христа Спасителя) (нім. Erlöserkirche) — євангелічно-лютеранський храм у м. Бердянськ Запорізької області. Належить Німецькій євангелічно-лютеранській церкві України, релігійний центр лютеран Бердянську німецької церковної традиції. Архітектурна пам'ятка державного значення.
Розташована на перехресті вулиць Лютеранської і Центральної за адресою вулиця Лютеранська, 21. Основна служба розпочинається в неділю о 10:00, також по середах о 17:00 проходить вечірня молитва. Богослужіння відбуваються російською та німецькою мовами. У кирці встановлено клавішний духовий музичний інструмент — орга́н.

## Історія
Поява німецьких колоністів відноситься до XVII століття. За запрошенням Катерини II іноземці почали освоювати Північне Причорномор'я. Їм роздавали землі і звільняли від податків на 30 років.
Перші німецькі колонії виникли на берегах річки Молочна, все далі рухаючись на схід Бердянського повіту Таврійської губернії. Осідаючи на місцях, які сподобалися, колоністи облаштовувалися, постійно вдосконалюючи методи обробки землі, сільськогосподарський інвентар, будували колодязі та дренажні системи, успішно займалися різними ремеслами, розведенням худоби, виноградарством та садівництвом.
В 1822 році на землях, які були населеними чорноморськими німцями був утворений Бердянський колоністичний округ (Berdjansk Kolonistenbezirk). Німці Бердянська, які мешкали в районі, який досі називається «Колонія», взяли велику участь у розвитку міста. Ними викладені рівні, що проглядаються до самого кінця вулиці, які сучасні містяни до цих пір називають так, як їх називали німці-колоністи — «лініями».
У 1865 році була заснована лютеранська школа Бердянську. Одночасно в місті проживало близько 180 німців-лютеран.
У 1901 році було помічено будівництво лютеранського храму в ім'я Христа Спасителя. Будувався на пожертвування членів громади, яка на той момент налічувала понад 1000 осіб. В основному це були німці, які жили на тій самій частини міста — у так званій Слобідці Німецькій.
Будівництво велося одночасно з будинком громади, розташованим ліворуч від кірхи, де трохи пізніше з'явилося німецьке лютеранське училище.
26 вересня 1903 року кірху освятили.
Після указу українського радянського уряду у Харкові 1919 року церква відокремлювалася від держави, а церковне майно конфіскувалося та передавалося у народну власність. У 1920-х роках після утисків радянською владою лютеранська церква занепала, у 30-х роках громада була ліквідована, а кірха закрита. Пастори були репресовані.
В 1941 році всі особи німецької національності були виселені з постійного місця проживання. За спогадами місцевих жителів, їх саджали на кораблі чи в вагони і вивозили в невідомому напрямку.
В післявоєнні роки в храмі і будинку громади розташовувалася середня школа № 3, а потім, у 1970-ті роки, будівлю було передано Бердянському педагогічному інституту.
У 24 червня 1997 року, у День Іоанна Хрестителя за Григоріанським календарем розпочалося відродження лютеранської громади у Бердянську.

Ось так пастор Веслав Лижбицький описує заключний етап відродження — повернення храму прихожанам:
…Протягом 5-6 років нами було зібрано безліч документів. Із Запорізького, Сімферопольського, Санкт-Петербурзького та інших архівів.
Паралельно ми звертались в органи влади з проханням про повернення будівлі у власність громади. І в результаті після позову в Запорізький обласний господарський суд будівлю нам повернули.

— це Ерлозеркірхе (Кирха Христа Спасителя) (2 червня 2011 року).
1 липня 2007 року було відновлено богослужіння. У зв'язку з реконструкцією кірхи богослужіння також відбуваються у будинку громади.
На 2011 рік у громаді перебувало близько 50 парафіян різних національностей.
2016 року в рамках декомунізації вулиця Горбенка, на якій розміщена кірха, була перейменована на вулицю Лютеранську.

## Архітектура
Кірха побудована у неоготичному стилі. Червоноцегляна нештукатурена будівля у традиціях цегляної готики має прямокутну форму у плані з чотиригранною апсидою. На головному фасаді храму одна двоярусна чотирирічна вежа з високим чотирисхилим дахом. Обидва яруси вежі увінчують ліпні карнизи з ажурними поясами. В оформленні фасадів використані контрфорси, стрілчасті отвори, пінаклі. Вітражні вікна створювали особливу атмосферу. Головний вхід оформлений стрілчастим порталом із круглим віконним отвором над ним. Вежу та частину декору лютеранського храму за радянських часів було втрачено.

## Пастори
- Веслав Лижбицький (11 січня 2010 — …)
- Павло Шварц (єпископський візитатор)